# Liste der Monuments historiques in Chaumont
Die Liste der Monuments historiques in Chaumont führt die Monuments historiques in der französischen Stadt Chaumont auf.

## Liste der Bauwerke
| Bezeichnung                          | Beschreibung                                                          | Standort                                | Kennzeichnung | Schutzstatus | Datum | Bild           |
| ------------------------------------ | --------------------------------------------------------------------- | --------------------------------------- | ------------- | ------------ | ----- | -------------- |
| Basilika St-Jean-Baptiste            | aus dem 13. Jahrhundert, im 16. und 18. Jahrhundert umgestaltet       | Rue Saint-Jean (Lage)                   | PA00079013    | Classé       | 1862  | weitere Bilder |
| Kapelle Notre-Dame-en-son-Assomption | aus dem 16. Jahrhundert                                               | Buxereuilles, rue de la Chapelle (Lage) | PA00079008    | Inscrit      | 1928  | weitere Bilder |
| Statuennische                        | mit Madonna mit Kind, Anfang des 17. Jahrhunderts                     | 30 rue Félix Bablon (Lage)              | PA00079022    | Classé       | 1972  |                |
| Portal                               | zugehöriges Gebäude abgebrochen                                       | 6bis rue Edmé Bouchardon (Lage)         | PA00079020    | Inscrit      | 1942  |                |
| Hôtel particulier                    | zugehöriges Portal abgebrochen                                        | 8 rue Edmé Bouchardon (Lage)            | PA00079021    | Inscrit      | 1942  |                |
| Krankenhaus                          | aus dem 18. Jahrhundert; mit Kapelle Ste-Madeleine                    | Avenue Carnot (Lage)                    | PA00079016    | Inscrit      | 1926  | weitere Bilder |
| Markthalle                           | 1884 erbaut                                                           | Rue Georges Clemenceau (Lage)           | PA00079027    | Inscrit      | 1988  | weitere Bilder |
| Hôtel de Ville                       | von 1787 bis 1790 erbaut, Architekt François-Nicolas Lancret          | 10 place de la Concorde (Lage)          | PA00079019    | Inscrit      | 1926  | weitere Bilder |
| Kirche St-Martin                     | Portal, 12. Jahrhundert                                               | Brottes, rue de l’Église (Lage)         | PA00079014    | Inscrit      | 1925  | weitere Bilder |
| Wohnhaus                             | auf Säulen ruhender Seitenflügel                                      | 4 rue du Four (Lage)                    | PA00079025    | Inscrit      | 1942  |                |
| Portal eines Hôtel particulier       | aus dem 17. Jahrhundert (rechts im Bild)                              | 14 rue Girardon (Lage)                  | PA00079017    | Classé       | 1942  |                |
| Portal eines Hôtel particulier       | aus dem 17. Jahrhundert (links im Bild)                               | 16 rue Girardon (Lage)                  | PA00079018    | Classé       | 1942  |                |
| Wohnhaus                             | aus dem 16. oder 17. Jahrhundert; innen bezeichnet 1576               | 3 rue Jean Gouthière (Lage)             | PA00079026    | Inscrit      | 1979  |                |
| Château de Chaumont                  | heute Musée d’Art et d’Histoire de Chaumont; Donjon, 12. Jahrhundert  | Rue Hautefeuille (Lage)                 | PA00079009    | Inscrit      | 1926  | weitere Bilder |
| Kirche St-Aignan                     | ab dem 13. Jahrhundert                                                | Route de Neuchâteau (Lage)              | PA00079307    | Inscrit      | 1992  | weitere Bilder |
| Wohn- und Geschäftshaus              | zwei Gauben und das Dachgesims, 18. Jahrhundert                       | 9 rue Saint-Jean (Lage)                 | PA00079024    | Inscrit      | 1942  |                |
| Wohn- und Geschäftshaus              | Ende des 18. Jahrhunderts erbaut; mit Hinterhaus                      | 15 rue Jules Tréfousse (Lage)           | PA00079023    | Inscrit      | 1980  |                |
| Croix Gratien                        | Wegekreuz, Anfang des 16. Jahrhunderts                                | 11 rue du Val Barizien (Lage)           | PA00079012    | Classé       | 1909  | weitere Bilder |
| Fontaine Bouchardon                  | 1840 angelegt                                                         | 46 rue Victoire-de-la-Marne (Lage)      | PA00079015    | Inscrit      | 1926  | weitere Bilder |
| Kapelle des Jesuitenkollegs          | zwischen 1629 und 1640 erbaut, 1817 renoviert                         | 48 rue Victoire-de-la-Marne (Lage)      | PA00079010    | Classé       | 1840  | weitere Bilder |
| Gebäude des Karmeliterklosters       | aus dem 18. Jahrhundert; mit Treppenhaus                              | 81 rue Victoire-de-la-Marne (Lage)      | PA00079306    | Inscrit      | 1992  |                |
| Kapelle des Karmeliterklosters       | seit 1866 Bibliothek; Decke der Kapelle, heute im ersten Obergeschoss | 87 rue Victoire-de-la-Marne (Lage)      | PA00079011    | Classé       | 1972  |                |

## Liste der Objekte
| Bezeichnung                                                                   | Beschreibung | Standort                                                         | Kennzeichnung | Schutzstatus | Datum     | Bild           |
| ----------------------------------------------------------------------------- | --- | ---------------------------------------------------------------- | ------------- | ------------ | --------- | -------------- |
| Wandgemälde Martyrium des heiligen Hippolyt                                   | bezeichnet 1549 | in der Basilika St-Jean-Baptiste (Lage)                          | PM52000285    | Classé       | 1862      |                |
| Skulptur Christus in der Rast                                                 | Stein, farbig gefasst, 17. Jahrhundert | in der Basilika St-Jean-Baptiste (Lage)                          | PM52000295    | Classé       | 1908      |                |
| Skulptur Johannes Evangelist (1)                                              | Stein, farbig gefasst, 16. Jahrhundert | in der Basilika St-Jean-Baptiste (Lage)                          | PM52000297    | Classé       | 1911      |                |
| Gemälde Enthauptung des Täufers                                               | Ölfarbe auf Leinwand, 17. Jahrhundert | in der Basilika St-Jean-Baptiste (Lage)                          | PM52000298    | Classé       | 1911      |                |
| Gemälde Auferstehung Christi                                                  | Ölfarbe auf Holz, Ende des 16. Jahrhunderts | in der Basilika St-Jean-Baptiste (Lage)                          | PM52000306    | Classé       | 1950      |                |
| Skulptur Heiliger Fiacrius                                                    | Stein, weiß gefasst und vergoldet, um 1800 | in der Basilika St-Jean-Baptiste (Lage)                          | PM52000308    | Classé       | 1957      |                |
| Gemälde Salome mit dem Haupt des Täufers                                      | Ölfarbe auf Holz, Anfang des 16. Jahrhunderts | in der Basilika St-Jean-Baptiste (Lage)                          | PM52000312    | Classé       | 1961      |                |
| Orgel                                                                         | Ensemble aus PM52000321 und PM52000320 | in der Basilika St-Jean-Baptiste (Lage)                          | PM52001490    | Classé       | 1974 1973 | weitere Bilder |
| Orgelprospekt                                                                 | 1768 von Jean Richard gebaut | in der Basilika St-Jean-Baptiste (Lage)                          | PM52000321    | Classé       | 1974      | weitere Bilder |
| Instrumentalteil der Orgel                                                    | 1768 von Jean Richard gebaut, 1870 bis 1872 durch Aristide Cavaillé-Coll umgestaltet                                                                                          | in der Basilika St-Jean-Baptiste (Lage)                          | PM52000320    | Classé       | 1973      | weitere Bilder |
| Gemälde Salvator Mundi (1)                                                    | Ölfarbe auf Leinwand, 17. Jahrhundert | in der Basilika St-Jean-Baptiste (Lage)                          | PM52000324    | Classé       | 1978      |                |
| Skulptur Heiliger Anianus                                                     | Holz, vergoldet, Anfang des 18. Jahrhunderts, aus der Werkstatt von Jean-Baptiste Bouchardon                                                                                  | in der Kirche St-Aignan (Lage)                                   | PM52000325    | Classé       | 1974      |                |
| Skulptur Madonna mit Kind (1)                                                 | Stein, farbig gefasst, Ende des 14. Jahrhunderts; im Musée d’art et d’histoire deponiert                                                                                      | Buxereuilles, in der Kapelle Notre-Dame-en-son-Assomption (Lage) | PM52000329    | Classé       | 1965      |                |
| Relief Mariä Himmelfahrt                                                      | Stein, vergoldet, 1712 von Jean-Baptiste Bouchardon | in der Kapelle des Jesuitenkollegs (Lage)                        | PM52000330    | Classé       | 1840      |                |
| Skulptur Madonna mit Kind (2)                                                 | Kalkstein, farbig gefasst, Anfang des 17. Jahrhunderts | in der Kapelle des Jesuitenkollegs (Lage)                        | PM52000331    | Classé       | 1975      |                |
| Gemälde Martyrium des Papsts Lucius I.                                        | Ölfarbe auf Leinwand, erste Hälfte des 17. Jahrhunderts; nach Pietro da Cortona                                                                                               | in der Basilika St-Jean-Baptiste (Lage)                          | PM52000344    | Classé       | 1982      |                |
| 78 Arzneigefäße                                                               | Ensemble aus PM52001363 bis PM52001402 | im Krankenhaus (Lage)                                            | PM52000340    | Classé       | 1974      |                |
| Arzneikanne (1)                                                               | Fayence, Anfang des 18. Jahrhunderts | im Krankenhaus (Lage)                                            | PM52001363    | Classé       | 1974      |                |
| Arzneikanne (2)                                                               | Fayence, Anfang des 18. Jahrhunderts | im Krankenhaus (Lage)                                            | PM52001364    | Classé       | 1974      |                |
| Zwei Arzneikannen (1)                                                         | Fayence, Anfang des 18. Jahrhunderts | im Krankenhaus (Lage)                                            | PM52001365    | Classé       | 1974      |                |
| Zwei Arzneikannen (2)                                                         | Fayence, Anfang des 18. Jahrhunderts | im Krankenhaus (Lage)                                            | PM52001366    | Classé       | 1974      |                |
| Zwei Arzneikannen (3)                                                         | Fayence, Anfang des 18. Jahrhunderts | im Krankenhaus (Lage)                                            | PM52001367    | Classé       | 1974      |                |
| Zwei Arzneikannen (4)                                                         | Fayence, Anfang des 18. Jahrhunderts | im Krankenhaus (Lage)                                            | PM52001368    | Classé       | 1974      |                |
| Zwei Arzneikannen (5)                                                         | Fayence, Anfang des 18. Jahrhunderts | im Krankenhaus (Lage)                                            | PM52001369    | Classé       | 1974      |                |
| Zwei Arzneikannen (6)                                                         | Fayence, Anfang des 18. Jahrhunderts | im Krankenhaus (Lage)                                            | PM52001370    | Classé       | 1974      |                |
| Zwei Arzneikannen (7)                                                         | Fayence, Anfang des 18. Jahrhunderts | im Krankenhaus (Lage)                                            | PM52001371    | Classé       | 1974      |                |
| Arzneikanne und Arzneidose (1)                                                | Fayence, Anfang des 18. Jahrhunderts | im Krankenhaus (Lage)                                            | PM52001372    | Classé       | 1974      |                |
| Arzneikanne und Arzneidose (2)                                                | Fayence, Anfang des 18. Jahrhunderts | im Krankenhaus (Lage)                                            | PM52001373    | Classé       | 1974      |                |
| Arzneikanne und Arzneidose (3)                                                | Fayence, Anfang des 18. Jahrhunderts | im Krankenhaus (Lage)                                            | PM52001374    | Classé       | 1974      |                |
| Arzneikanne und Arzneidose (4)                                                | Fayence, Anfang des 18. Jahrhunderts | im Krankenhaus (Lage)                                            | PM52001375    | Classé       | 1974      |                |
| Zwei Arzneidosen (1)                                                          | Fayence, Anfang des 18. Jahrhunderts | im Krankenhaus (Lage)                                            | PM52001376    | Classé       | 1974      |                |
| Zwei Arzneikannen (8)                                                         | Fayence, Anfang des 18. Jahrhunderts | im Krankenhaus (Lage)                                            | PM52001377    | Classé       | 1974      |                |
| Zwei Arzneidosen (2)                                                          | Fayence, Anfang des 18. Jahrhunderts | im Krankenhaus (Lage)                                            | PM52001378    | Classé       | 1974      |                |
| Arzneikanne und Arzneidose (5)                                                | Fayence, Anfang des 18. Jahrhunderts | im Krankenhaus (Lage)                                            | PM52001379    | Classé       | 1974      |                |
| Arzneikanne und Arzneidose (6)                                                | Fayence, Anfang des 18. Jahrhunderts | im Krankenhaus (Lage)                                            | PM52001380    | Classé       | 1974      |                |
| Arzneikanne und Arzneidose (7)                                                | Fayence, Anfang des 18. Jahrhunderts | im Krankenhaus (Lage)                                            | PM52001381    | Classé       | 1974      |                |
| Arzneikanne und Arzneidose (8)                                                | Fayence, Anfang des 18. Jahrhunderts | im Krankenhaus (Lage)                                            | PM52001382    | Classé       | 1974      |                |
| Arzneikanne und Arzneidose (9)                                                | Fayence, Anfang des 18. Jahrhunderts | im Krankenhaus (Lage)                                            | PM52001383    | Classé       | 1974      |                |
| Zwei Arzneikannen (9)                                                         | Fayence, Anfang des 18. Jahrhunderts | im Krankenhaus (Lage)                                            | PM52001384    | Classé       | 1974      |                |
| Arzneikanne und Arzneidose (10)                                               | Fayence, Anfang des 18. Jahrhunderts | im Krankenhaus (Lage)                                            | PM52001385    | Classé       | 1974      |                |
| Arzneikanne und Arzneidose (11)                                               | Fayence, Anfang des 18. Jahrhunderts | im Krankenhaus (Lage)                                            | PM52001386    | Classé       | 1974      |                |
| Arzneikanne und Arzneidose (12)                                               | Fayence, Anfang des 18. Jahrhunderts | im Krankenhaus (Lage)                                            | PM52001387    | Classé       | 1974      |                |
| Arzneikanne und Arzneidose (13)                                               | Fayence, Anfang des 18. Jahrhunderts | im Krankenhaus (Lage)                                            | PM52001388    | Classé       | 1974      |                |
| Arzneikanne und Arzneidose (14)                                               | Fayence, Anfang des 18. Jahrhunderts | im Krankenhaus (Lage)                                            | PM52001389    | Classé       | 1974      |                |
| Arzneikanne und Arzneidose (15)                                               | Fayence, Anfang des 18. Jahrhunderts | im Krankenhaus (Lage)                                            | PM52001390    | Classé       | 1974      |                |
| Arzneikanne und Arzneidose (16)                                               | Fayence, Anfang des 18. Jahrhunderts | im Krankenhaus (Lage)                                            | PM52001391    | Classé       | 1974      |                |
| Arzneikanne und Arzneidose (17)                                               | Fayence, Anfang des 18. Jahrhunderts | im Krankenhaus (Lage)                                            | PM52001392    | Classé       | 1974      |                |
| Arzneikanne und Arzneidose (18)                                               | Fayence, Anfang des 18. Jahrhunderts | im Krankenhaus (Lage)                                            | PM52001393    | Classé       | 1974      |                |
| Arzneikanne und Arzneidose (19)                                               | Fayence, Anfang des 18. Jahrhunderts | im Krankenhaus (Lage)                                            | PM52001394    | Classé       | 1974      |                |
| Arzneikanne und Arzneidose (20)                                               | Fayence, Anfang des 18. Jahrhunderts | im Krankenhaus (Lage)                                            | PM52001395    | Classé       | 1974      |                |
| Arzneikanne und Arzneidose (21)                                               | Fayence, Anfang des 18. Jahrhunderts | im Krankenhaus (Lage)                                            | PM52001396    | Classé       | 1974      |                |
| Arzneikanne und Arzneidose (22)                                               | Fayence, Anfang des 18. Jahrhunderts | im Krankenhaus (Lage)                                            | PM5200136397  | Classé       | 1974      |                |
| Arzneikanne und Arzneidose (23)                                               | Fayence, Anfang des 18. Jahrhunderts | im Krankenhaus (Lage)                                            | PM52001398    | Classé       | 1974      |                |
| Zwei Arzneikannen (10)                                                        | Fayence, Anfang des 18. Jahrhunderts | im Krankenhaus (Lage)                                            | PM52001399    | Classé       | 1974      |                |
| Arzneikanne und Arzneidose (24)                                               | Fayence, Anfang des 18. Jahrhunderts | im Krankenhaus (Lage)                                            | PM52001400    | Classé       | 1974      |                |
| Arzneikanne und Arzneidose (25)                                               | Fayence, Anfang des 18. Jahrhunderts | im Krankenhaus (Lage)                                            | PM52001401    | Classé       | 1974      |                |
| Arzneikanne und Arzneidose (26)                                               | Fayence, Anfang des 18. Jahrhunderts | im Krankenhaus (Lage)                                            | PM52001402    | Classé       | 1974      |                |
| Gemälde Heilung eines Kranken durch einen Bischof                             | Ölfarbe auf Leinwand, Anfang des 18. Jahrhunderts; möglicherweise aus dem Kloster Notre-Dame du Val-des-Ecoliers in Verbiesles                                                | Brottes, in der Kirche St-Martin (Lage)                          | PM52000198    | Classé       | 1988      |                |
| Gemälde Heiliger Claudius                                                     | Ölfarbe auf Leinwand, Holzrahmen, 17. Jahrhundert; aus dem Kloster Notre-Dame du Val-des-Ecoliers in Verbiesles                                                               | Brottes, in der Kirche St-Martin (Lage)                          | PM52001719    | Inscrit      | 1982      |                |
| Altar der Rochuskapelle                                                       | Altarstufen, Altartisch, Altaraufbau und Retabel; Holz, farbig gefasst und vergoldet, Ende des 18. Jahrhunderts                                                               | in der Basilika St-Jean-Baptiste (Lage)                          | PM52001871    | Inscrit      | 2008      |                |
| Gemälde Madonna mit Kind (1)                                                  | Ölfarbe auf Leinwand, 19. Jahrhundert, vergoldeter Holzrahmen, 18. Jahrhundert; nach Pietro da Cortona                                                                        | in der Basilika St-Jean-Baptiste (Lage)                          | PM52002051    | Inscrit      | 2011      |                |
| Gemälde Johannes der Täufer vor Herodes Antipas                               | Ölfarbe auf Leinwand, 17. Jahrhundert | in der Basilika St-Jean-Baptiste (Lage)                          | PM52002055    | Inscrit      | 2011      |                |
| Reliquienbüsten                                                               | | in der Basilika St-Jean-Baptiste (Lage)                          | PM52002064    | Inscrit      | 2011      |                |
| Chorschranke mit Kruzifix                                                     | Schmiedeeisen | in der Basilika St-Jean-Baptiste (Lage)                          | PM52002065    | Inscrit      | 2011      |                |
| Truhe                                                                         | aus dem 17. oder 18. Jahrhundert | im Palais du Justice (Lage)                                      | PM52002072    | Inscrit      | 2011      |                |
| Gemälde Geistliche unter dem Schutz der Gottesmutter                          | Ölfarbe auf Leinwand, 18. Jahrhundert | Brottes, in der Kirche St-Martin (Lage)                          | PM52002074    | Inscrit      | 2011      |                |
| Zwei Gemälde: Christus und Madonna                                            | |                                                                  | PM52002099    | Inscrit      | 2011      |                |
| Glocke (1)                                                                    | 1727 von Andréas Frans Van den Geyn |                                                                  | PM52002105    | Inscrit      | 2011      |                |
| Altar der Marienkapelle                                                       | Holz, vergoldet, um 1701 von Jean-Baptiste Bouchardon | in der Basilika St-Jean-Baptiste (Lage)                          | PM52000287    | Classé       | 1862      | weitere Bilder |
| Kanzel                                                                        | Holz, um 1701/02 von Jean-Baptiste Bouchardon | in der Basilika St-Jean-Baptiste (Lage)                          | PM52000288    | Classé       | 1862      | weitere Bilder |
| Bank der Gemeindevorsteher                                                    | Holz, um 1701 von Jean-Baptiste Bouchardon | in der Basilika St-Jean-Baptiste (Lage)                          | PM52000289    | Classé       | 1862      | weitere Bilder |
| Pietà                                                                         | Stein, farbig gefasst, 17. Jahrhundert | in der Basilika St-Jean-Baptiste (Lage)                          | PM52000296    | Classé       | 1908      |                |
| Skulptur Der Erzengel Michael unterwirft den Drachen                          | Holz, farbig gefasst und vergoldet, 1686 | in der Basilika St-Jean-Baptiste (Lage)                          | PM52000309    | Classé       | 1960      |                |
| Zwei Engelsskulpturen                                                         | Holz, vergoldet, 18. Jahrhundert, aus der Werkstatt von Jean-Baptiste Bouchardon                                                                                              | in der Basilika St-Jean-Baptiste (Lage)                          | PM52000318    | Classé       | 1971      |                |
| Skulptur Heilige Gertrudis                                                    | Stein, vergoldet, 18. Jahrhundert, aus der Werkstatt von Jean-Baptiste Bouchardon                                                                                             | in der Basilika St-Jean-Baptiste (Lage)                          | PM52000319    | Classé       | 1971      |                |
| Hauptaltar (1)                                                                | Altartisch, Retabel und Baldachin; Holz, vergoldet, um 1730 von Jean-Baptiste Bouchardon                                                                                      | in der Krankenhauskapelle Ste-Madeleine (Lage)                   | PM52000338    | Classé       | 1971      |                |
| Gemälde Mariä Verkündigung (1)                                                | Ölfarbe auf Leinwand, zweite Hälfte des 17. Jahrhunderts; aus dem Kloster Notre-Dame du Val-des-Ecoliers in Verbiesles                                                        | Brottes, in der Kirche St-Martin (Lage)                          | PM52000346    | Classé       | 1982      |                |
| Gemälde Anbetung der Könige                                                   | Ölfarbe auf Leinwand, Ende des 17. Jahrhunderts; aus dem Kloster Notre-Dame du Val-des-Ecoliers in Verbiesles                                                                 | Brottes, in der Kirche St-Martin (Lage)                          | PM52000347    | Classé       | 1982      |                |
| Gemälde Schutzengel (1)                                                       | Ölfarbe auf Leinwand, 17. Jahrhundert; aus dem Kloster Notre-Dame du Val-des-Ecoliers in Verbiesles                                                                           | Brottes, in der Kirche St-Martin (Lage)                          | PM52001720    | Inscrit      | 1982      |                |
| Zwei Ziborien (1)                                                             | Zinn, 17. Jahrhundert | im Pfarrhaus (Lage)                                              | PM52001723    | Inscrit      | 1992      |                |
| Zwei Skulpturen: Petrus und Paulus (1)                                        | Kalkstein, 17. Jahrhundert | im Pfarrhaus (Lage)                                              | PM52001725    | Inscrit      | 1992      |                |
| Beichtstuhl                                                                   | Eichenholz, Ende des 17. Jahrhunderts | in der Basilika St-Jean-Baptiste (Lage)                          | PM52001861    | Inscrit      | 1992      |                |
| Zwei Kelche                                                                   | Zinn, 17. Jahrhundert; Verbleib unbekannt | im Pfarrhaus (Lage)                                              | PM52001863    | Inscrit      | 1992      |                |
| Zwei Skulpturen: Petrus und Paulus (2)                                        | Kalkstein, farbig gefasst, 17. Jahrhundert; Verbleib unbekannt | im Pfarrhaus (Lage)                                              | PM52001864    | Inscrit      | 1992      |                |
| Skulptur Johannes der Täufer (1)                                              | mit Sockel; Kalkstein, farbig gefasst, 17. oder 18. Jahrhundert | in der Basilika St-Jean-Baptiste (Lage)                          | PM52001885    | Inscrit      | 2008      |                |
| Gemälde Maria Immaculata                                                      | Ölfarbe auf Leinwand, zweite Hälfte des 18. Jahrhunderts | in der Basilika St-Jean-Baptiste (Lage)                          | PM52002054    | Inscrit      | 2011      |                |
| Gemälde Porträt von César-Guillaume de La Luzerne                             | Ölfarbe auf Leinwand, Holzrahmen, 19. Jahrhundert, von Bernard Guidel | im bischöflichen Ordinariat (Lage)                               | PM52002067    | Inscrit      | 2011      |                |
| Skulptur Heilige Katharina                                                    | Kalkstein, farbig gefasst, 16. oder 17. Jahrhundert | in der Kirche St-Aignan (Lage)                                   | PM52002068    | Inscrit      | 2011      |                |
| Antiphonale                                                                   | Tinte auf Pergament, 1675 |                                                                  | PM52002101    | Inscrit      | 2011      |                |
| Grablegungsgruppe                                                             | Stein, farbig gefasst, um 1470 | in der Basilika St-Jean-Baptiste (Lage)                          | PM52000286    | Classé       | 1862      | weitere Bilder |
| Relief Wurzel Jesse                                                           | Stein, Anfang des 16. Jahrhunderts | in der Basilika St-Jean-Baptiste (Lage)                          | PM52000292    | Classé       | 1908      | weitere Bilder |
| Skulptur Heiliger Ivo Hélory                                                  | Stein, farbig gefasst und vergoldet, 16. Jahrhundert | in der Basilika St-Jean-Baptiste (Lage)                          | PM52000293    | Classé       | 1908      |                |
| Gemälde Porträt von Jean de Monmirel                                          | Ölfarbe auf Leinwand, 17. Jahrhundert | in der Basilika St-Jean-Baptiste (Lage)                          | PM52000294    | Classé       | 1908      |                |
| Wandgemälde Rosenkranzmadonna                                                 | bezeichnet 1577 | in der Basilika St-Jean-Baptiste (Lage)                          | PM52000303    | Classé       | 1862      |                |
| Gemälde Geburt Christi                                                        | Ölfarbe auf Leinwand, erste Hälfte des 17. Jahrhunderts, Blaise Martin zugeschrieben                                                                                          | in der Basilika St-Jean-Baptiste (Lage)                          | PM52000311    | Classé       | 1969      |                |
| Kelch und Patene (1)                                                          | Silber, vergoldet, 17. Jahrhundert; 1990 gestohlen | in der Basilika St-Jean-Baptiste (Lage)                          | PM52000314    | Classé       | 1962      |                |
| Kelch und Patene (2)                                                          | Silber, vergoldet, 17. Jahrhundert; 1990 gestohlen | in der Basilika St-Jean-Baptiste (Lage)                          | PM52000316    | Classé       | 1962      |                |
| Kelch und Patene (3)                                                          | Silber, vergoldet, 17. Jahrhundert; 1990 gestohlen | in der Basilika St-Jean-Baptiste (Lage)                          | PM52000322    | Classé       | 1975      |                |
| Skulptur Madonna mit Kind (3)                                                 | Stein, farbig gefasst, erste Hälfte des 15. Jahrhunderts; im Musée d’art et d’histoire deponiert                                                                              | Buxereuilles, in der Kapelle Notre-Dame-en-son-Assomption (Lage) | PM52000328    | Classé       | 1965      |                |
| Josefsaltar                                                                   | linker Seitenaltar; Altartisch und Retabel: Stein, Marmor, 17. Jahrhundert; Gemälde Martyrium des Papsts Lucius I.: Ölfarbe auf Leinwand, 1771                                | in der Kapelle des Jesuitenkollegs (Lage)                        | PM52000333    | Classé       | 1976      | weitere Bilder |
| Gemälde Kreuzabnahme                                                          | Ölfarbe auf Leinwand, 1843 von Savinien François Charles Petit | in der Krankenhauskapelle Ste-Madeleine (Lage)                   | PM52000339    | Classé       | 1980      |                |
| Mörser                                                                        | Marmor, 17. oder 18. Jahrhundert | im Krankenhaus (Lage)                                            | PM52000342    | Classé       | 1974      |                |
| Gemälde Porträt des Magistrats Cothenet                                       | Ölfarbe auf Leinwand, 18. Jahrhundert, von Jean-Baptiste Laurent | im Palais du Justice (Lage)                                      | PM52000343    | Classé       | 1980      |                |
| Skulptur Heilige Barbara                                                      | Holz, farbig gefasst, Ende des 17. Jahrhunderts | in der Basilika St-Jean-Baptiste (Lage)                          | PM52000345    | Classé       | 1982      |                |
| Gerahmtes Kruzifix                                                            | Holz, vergoldet, Elfenbein, 17. und 19. Jahrhundert | in der Basilika St-Jean-Baptiste (Lage)                          | PM52001866    | Inscrit      | 2001      |                |
| Gemälde Salvator Mundi (2)                                                    | Ölfarbe auf Leinwand, Ende des 18. Jahrhunderts | in der Basilika St-Jean-Baptiste (Lage)                          | PM52001872    | Inscrit      | 2008      |                |
| Antependium (1)                                                               | Seide, bestickt, 17. Jahrhundert, im 19. Jahrhundert auf Leinwand montiert | in der Basilika St-Jean-Baptiste (Lage)                          | PM52001876    | Inscrit      | 2008      |                |
| Zwei Skulpturen: Heiliger Franziskuss von Asissi und heilige Klara von Asissi | Holz, farbig gefasst, 17. Jahrhundert | in der Basilika St-Jean-Baptiste (Lage)                          | PM52001877    | Inscrit      | 2008      |                |
| Zwei Kelche und zwei Patenene                                                 | Zinn, 17. Jahrhundert | im Pfarrhaus (Lage)                                              | PM52001724    | Inscrit      | 1992      |                |
| Gemälde Gottvater, angebetet von sieben Engeln                                | Ölfarbe auf Leinwand, um 1800 | in der Basilika St-Jean-Baptiste (Lage)                          | PM52002052    | Inscrit      | 2011      |                |
| Gemälde Schutzengel (2)                                                       | Ölfarbe auf Leinwand, um 1800 | in der Basilika St-Jean-Baptiste (Lage)                          | PM52002053    | Inscrit      | 2011      |                |
| Gemälde Die heilige Katharina disputiert mit den Gelehrten Alexandrias        | Ölfarbe auf Holz, 17. Jahrhundert | in der Basilika St-Jean-Baptiste (Lage)                          | PM52002059    | Inscrit      | 2011      |                |
| Altaraufbau                                                                   | mit drei Skulpturen | in der Basilika St-Jean-Baptiste (Lage)                          | PM52002062    | Inscrit      | 2011      |                |
| Gemälde Mariä Himmelfahrt                                                     | Ölfarbe auf Leinwand, 17. Jahrhundert | Brottes, in der Kirche St-Martin (Lage)                          | PM52002075    | Inscrit      | 2011      |                |
| Gemälde Heilige Familie                                                       | Ölfarbe auf Leinwand, vergoldet Holzrahmen, 17. Jahrhundert | in der Basilika St-Jean-Baptiste (Lage)                          | PM52002100    | Inscrit      | 2011      |                |
| Glocke (2)                                                                    | 1652 von Martin Rollin |                                                                  | PM52002102    | Inscrit      | 2011      |                |
| Antependium (2)                                                               | Seide, bestickt, 17. Jahrhundert | in der Basilika St-Jean-Baptiste (Lage)                          | PM52000299    | Classé       | 1911      |                |
| Zwei Konsoltische                                                             | Holz, vergoldet, Marmor, 18. Jahrhundert | in der Basilika St-Jean-Baptiste (Lage)                          | PM52000300    | Classé       | 1911      |                |
| Skulptur Madonna mit Kind (4)                                                 | Stein, erste Hälfte des 18. Jahrhunderts, von Jean-Baptiste Bouchardon | in der Basilika St-Jean-Baptiste (Lage)                          | PM52000301    | Classé       | 1911      |                |
| Skulptur Johannes Evangelist (2)                                              | Holz, farbig gefasst, 17. Jahrhundert | in der Basilika St-Jean-Baptiste (Lage)                          | PM52000310    | Classé       | 1960      |                |
| Zwei Messkännchen                                                             | Silber, vergoldet, 17. Jahrhundert; 1990 gestohlen | in der Basilika St-Jean-Baptiste (Lage)                          | PM52000313    | Classé       | 1962      |                |
| Skulptur Madonna mit Kind (5)                                                 | Holz, farbig gefasst und vergoldet, 17. oder 18. Jahrhundert | Brottes, in der Kirche St-Martin (Lage)                          | PM52000327    | Classé       | 1974      |                |
| Gemälde Madonna mit zwei kerzentragenden Engeln                               | Ölfarbe auf Leinwand, erste Hälfte des 71. Jahrhunderts | in der Kapelle des Jesuitenkollegs (Lage)                        | PM52000336    | Classé       | 1976      |                |
| Mörser und Stößel                                                             | Bronze, 17. Jahrhundert | im Krankenhaus (Lage)                                            | PM52000341    | Classé       | 1974      |                |
| Gemälde Schutzheilige des Klosters Notre-Dame du Val-des-Ecoliers             | Ölfarbe auf Leinwand, 1627; aus dem Kloster Notre-Dame du Val-des-Ecoliers in Verbiesles                                                                                      | Brottes, in der Kirche St-Martin (Lage)                          | PM52000348    | Classé       | 1982      |                |
| Skulptur Paulus                                                               | Stein, 18. Jahrhundert | an einem Wohnhaus                                                | PM52001449    | Classé       | 2000      |                |
| Skulptur Petrus                                                               | Stein, 18. Jahrhundert | an einem Wohnhaus                                                | PM52001450    | Classé       | 2000      |                |
| Zwei Eckschränkchen                                                           | Holz, Bronze, Marmor, 18. Jahrhundert | in der Präfektur (Lage)                                          | PM52001461    | Classé       | 2006      |                |
| Tür eines Reliquars                                                           | Holz, farbig gefasst und vergoldet, bezeichnet 1639 | im Pfarrhaus (Lage)                                              | PM52001865    | Inscrit      | 1992      |                |
| Zwei Reliquienbüsten: Mater Dei und Salvator Mundi                            | Holz, farbig gefasst, 17. Jahrhundert | in der Basilika St-Jean-Baptiste (Lage)                          | PM52001867    | Inscrit      | 2008      |                |
| Sebastiansaltar                                                               | Altartisch, Altarstufen und Retabel; Holz, farbig gefasst und vergoldet, Ende des 18. und 19. Jahrhundert                                                                     | in der Basilika St-Jean-Baptiste (Lage)                          | PM52001873    | Inscrit      | 2008      |                |
| Gemälde Heiliger Sebastian                                                    | Ölfarbe auf Leinwand, 1785 von Jean Dalle | in der Basilika St-Jean-Baptiste (Lage)                          | PM52001874    | Inscrit      | 2008      |                |
| Honoriusaltar                                                                 | Altartisch, Altarstufen und Altaraufbau und Predella; Holz, farbig gefasst und vergoldet, 17. und 18. Jahrhundert                                                             | in der Basilika St-Jean-Baptiste (Lage)                          | PM52001879    | Inscrit      | 2008      |                |
| Reliquienbüste Heiliger Honorius                                              | Holz, farbig gefasst und vergoldet, 17. Jahrhundert | in der Basilika St-Jean-Baptiste (Lage)                          | PM52001880    | Inscrit      | 2008      |                |
| Skulptur Heiliger Martin                                                      | Holz, farbig gefasst und vergoldet, 17. Jahrhundert | Brottes, in der Kirche St-Martin (Lage)                          | PM52001699    | Inscrit      | 1974      |                |
| Carteluhr                                                                     | aus der zweiten Hälfte des 18. Jahrhunderts | in der Präfektur (Lage)                                          | PM52001722    | Inscrit      | 1992      |                |
| Glocke (3)                                                                    | 1684 von Nicolas Chapelle, François Moreau und Antoine Delapaix |                                                                  | PM52002103    | Inscrit      | 2011      |                |
| Glocke (4)                                                                    | 1677 von Pierre Beaupoil |                                                                  | PM52002106    | Inscrit      | 2011      |                |
| Kruzifix                                                                      | aus der ersten Hälfte des 17. Jahrhunderts | in der Basilika St-Jean-Baptiste (Lage)                          | PM52002061    | Inscrit      | 2011      |                |
| Skulptur Leiden Christi                                                       | Kalkstein, 14. oder 15. Jahrhundert | auf dem Friedhof (Lage)                                          | PM52002066    | Inscrit      | 2011      |                |
| Gemälde Stiftung des Rosenkranzes                                             | Ölfarbe auf Leinwand, 17. Jahrhundert | in der Kirche St-Aignan (Lage)                                   | PM52002069    | Inscrit      | 2011      |                |
| Truhe                                                                         | Eichenholz, 15. Jahrhundert | in der Krankenhauskapelle Ste-Madeleine (Lage)                   | PM52002071    | Inscrit      | 2011      |                |
| Glocke (5)                                                                    | 1650 gegossen | Buxereuilles, in der Kapelle Notre-Dame-en-son-Assomption (Lage) | PM52002073    | Inscrit      | 2011      |                |
| Gemälde Salome übergibt Herodias das Haupt des Täufers                        | Ölfarbe auf Leinwand, 17. Jahrhundert | in der Basilika St-Jean-Baptiste (Lage)                          | PM52000290    | Classé       | 1902      |                |
| Zwei Skulpturen: Christus ans Kreuz gelehnt und Mater dolorosa                | Holz, farbig gefasst, 18. Jahrhundert, von Jean-Baptiste Bouchardon; nach der Arbeit seines Sohns Edme Bouchardon für die Kirche St-Sulpice in Paris; aus dem Kloster Longuay | in der Basilika St-Jean-Baptiste (Lage)                          | PM52000302    | Classé       | 1911      |                |
| Wandgemälde Apokalypse                                                        | bezeichnet 1581 | in der Basilika St-Jean-Baptiste (Lage)                          | PM52000304    | Classé       | 1862      |                |
| Gemälde Unterweisung Mariens                                                  | Ölfarbe auf Leinwand, 1781 von Jean Dalle | in der Basilika St-Jean-Baptiste (Lage)                          | PM52000305    | Classé       | 1950      |                |
| Gemälde Mariä Verkündigung (2)                                                | Ölfarbe auf Leinwand, 17. Jahrhundert | in der Basilika St-Jean-Baptiste (Lage)                          | PM52000307    | Classé       | 1950      |                |
| Kelch und Patene (4)                                                          | Silber, vergoldet, 18. Jahrhundert; 1990 gestohlen | in der Basilika St-Jean-Baptiste (Lage)                          | PM52000315    | Classé       | 1962      |                |
| Gemälde Herz Jesu                                                             | Ölfarbe auf Leinwand, 1698 | in der Basilika St-Jean-Baptiste (Lage)                          | PM52000317    | Classé       | 1970      |                |
| Gemälde Unsere Liebe Frau von Einsiedeln                                      | Ölfarbe auf Leinwand, 17. Jahrhundert | in der Basilika St-Jean-Baptiste (Lage)                          | PM52000323    | Classé       | 1976      |                |
| Skulptur Madonna mit Kind (6)                                                 | Holz, vergoldet, Anfang des 18. Jahrhunderts, von Jean-Baptiste Bouchardon | in der Kirche St-Aignan (Lage)                                   | PM52000326    | Classé       | 1974      |                |
| Marienaltar                                                                   | rechter Seitenaltar; Altartisch und Retabel; Stein, Marmor, 17. Jahrhundert                                                                                                   | in der Kapelle des Jesuitenkollegs (Lage)                        | PM52000332    | Classé       | 1976      | weitere Bilder |
| Hauptaltar (2)                                                                | Altartisch, Altaraufbau und Tabernakel; Holz, farbig gefasst und vergoldet, 18. Jahrhundert                                                                                   | in der Kapelle des Jesuitenkollegs (Lage)                        | PM52000334    | Classé       | 1976      | weitere Bilder |
| Retabel des Hauptaltars                                                       | Stein, Marmor, 17. Jahrhundert | in der Kapelle des Jesuitenkollegs (Lage)                        | PM52000335    | Classé       | 1976      | weitere Bilder |
| Grablegungsgruppe                                                             | Kalkstein, 17. Jahrhundert | auf dem Friedhof (Lage)                                          | PM52000337    | Classé       | 1971      |                |
| Zwei Chorbänke                                                                | Holz, nach 1706 von Jean-Baptiste Bouchardon | in der Basilika St-Jean-Baptiste (Lage)                          | PM52001334    | Classé       | 1991      |                |
| Hauptaltar (3)                                                                | Altartisch, Altaraufbau, Retabel und Skulptur; Holz, farbig gefasst und vergoldet, um 1735 von Jean-Baptiste Bouchardon                                                       | in der Kirche St-Aignan (Lage)                                   | PM52001726    | Classé       | 1974      |                |
| Tabernakel des Hauptaltars                                                    | Holz, vergoldet, 18. Jahrhundert | in der Kirche St-Aignan (Lage)                                   | PM52001727    | Inscrit      | 1974      |                |
| Skulptur Jesuskind                                                            | Holz, farbig gefasst, 17. Jahrhundert | in der Basilika St-Jean-Baptiste (Lage)                          | PM52001868    | Inscrit      | 2008      |                |
| Altar der ehemaligen Chorherrenbibliothek                                     | Altartisch und Altaraufbau; Holz, farbig gefasst und vergoldet, 17. Jahrhundert                                                                                               | in der Basilika St-Jean-Baptiste (Lage)                          | PM52001869    | Inscrit      | 2008      |                |
| Chorgestühl                                                                   | Holz, um 1710, wohl von Jean-Baptiste Bouchardon | in der Basilika St-Jean-Baptiste (Lage)                          | PM52001870    | Inscrit      | 2008      |                |
| Skulptur Johannes der Täufer (2)                                              | Holz, farbig gefasst, zweite Hälfte des 15. Jahrhunderts | in der Basilika St-Jean-Baptiste (Lage)                          | PM52001875    | Inscrit      | 2008      |                |
| Beichtstuhl                                                                   | Eichenholz, bezeichnet 1737 | in der Basilika St-Jean-Baptiste (Lage)                          | PM52001878    | Inscrit      | 2008      |                |
| Zwei Ziborien (2)                                                             | Zinn, 17. Jahrhundert; Verbleib unbekannt | im Pfarrhaus (Lage)                                              | PM52001862    | Inscrit      | 1992      |                |
| Gemälde Erzengel Gabriel                                                      | Ölfarbe auf Leinwand, 16. oder 17. Jahrhundert | in der Basilika St-Jean-Baptiste (Lage)                          | PM52002057    | Inscrit      | 2011      |                |
| Gemälde Traum des Heiligen Josefs                                             | Ölfarbe auf Leinwand, erste Hälfte des 17. Jahrhunderts | in der Basilika St-Jean-Baptiste (Lage)                          | PM52002058    | Inscrit      | 2011      |                |
| Reliquiar der heiligen Emerentiana                                            | aus dem 17. Jahrhundert | in der Basilika St-Jean-Baptiste (Lage)                          | PM52002060    | Inscrit      | 2011      |                |
| Skulptur Unsere Liebe Frau der Zuflucht                                       | | in der Basilika St-Jean-Baptiste (Lage)                          | PM52002063    | Inscrit      | 2011      |                |
| Glocke (6)                                                                    | Bronze, 1549 gegossen | in der Kirche St-Aignan (Lage)                                   | PM52002070    | Inscrit      | 2011      |                |
| Gemälde Heilige Katharina von Alexandrien                                     | aus der zweiten Hälfte des 17. Jahrhunderts | Brottes, in der Kirche St-Martin (Lage)                          | PM52002076    | Inscrit      | 2011      |                |
| Glocke (7)                                                                    | 1777 von Jean-Baptiste Bollée und Joachim-François Michaut |                                                                  | PM52002104    | Inscrit      | 2011      |                |
| Skulptur Heiliger Augustinus                                                  | Kalkstein, 17. Jahrhundert | in der Basilika St-Jean-Baptiste (Lage)                          | PM52002108    | Inscrit      | 2011      |                |